# Dorfkirche Pferdsdorf

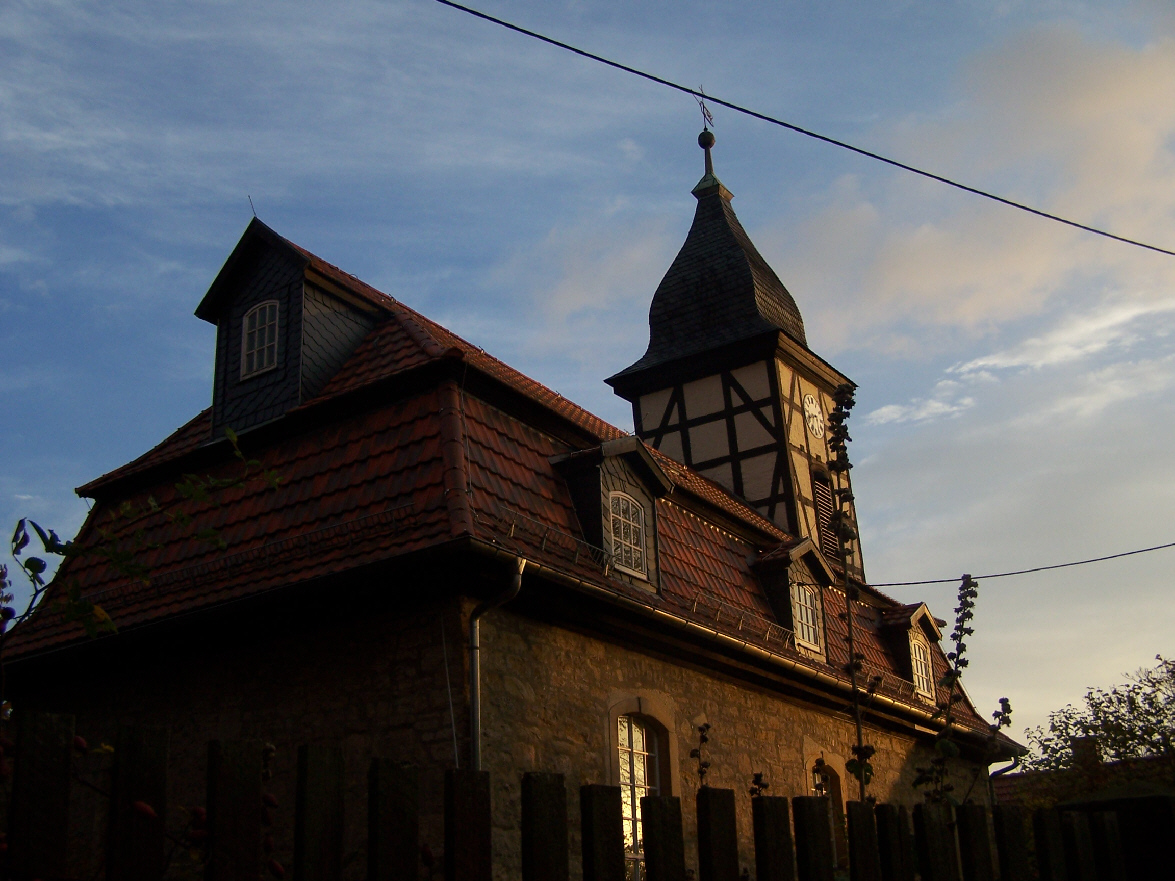
Die Kirche in der Abenddämmerung

Die evangelisch-lutherische Dorfkirche Pferdsdorf  steht im Ortsteil Pferdsdorf der Gemeinde Krauthausen im Wartburgkreis in Thüringen. Sie gehört zum Pfarrbereich Creuzburg im Kirchenkreis Eisenach-Gerstungen der Evangelischen Kirche in Mitteldeutschland.

## Geschichte
Die Kirche des Ortes wurde 1766 im Stil des Barock errichtet. An ihrem Standort befand sich zuvor eine Kapelle aus der Zeit vor der Reformation, deren Hauptmauern zum Teil für den Neubau verwendet wurden. Der Rundbogen am Ostportal des ummauerten Kirchhofes trägt die Jahreszahl 1560.
In neuerer Zeit wurde das zwischenzeitlich nicht mehr nutzbare Bauwerk gesichert und saniert. Unter anderem baute man zur Stabilisierung des Kirchturmes Stahlträger ein und beseitigte Holzschäden.

## Architektur und Ausstattung
Der Turm ist ein viereckiger Dachreiter aus Holz, die Turmspitze eine achteckige Schweifkuppel. Im Inneren bilden Haupt- und Altarraum einen gemeinsamen, mit einer Holzdecke versehenen Raum. Eine zweigeschossige Empore aus Holz ist vorhanden. Auf dem Taufstein findet sich die Jahreszahl 1583.
In der aus der Vorgängerkirche erhaltenen Ostwand befindet sich eine Sakramentsnische aus vorreformatorischer Zeit. Sie ist mit einem Kielbogen überdeckt, der von einer gotischen Fiale gekrönt wird.